# Faux Sébastien
Les faux Sébastien furent une série de personnes prétendant être le roi du Portugal Sébastien Ier, à la suite de sa disparition lors de la bataille des Trois Rois. Les prétendants, au moins au nombre de quatre, se firent connaître de 1584 à 1598. Sévissant au Portugal ou en Espagne, voire en Italie, aucun d'entre eux ne fut finalement reconnu comme le vrai Sébastien, et tous passèrent en justice pour leur imposture. Ils furent presque tous condamnés à la pendaison.

## Contexte

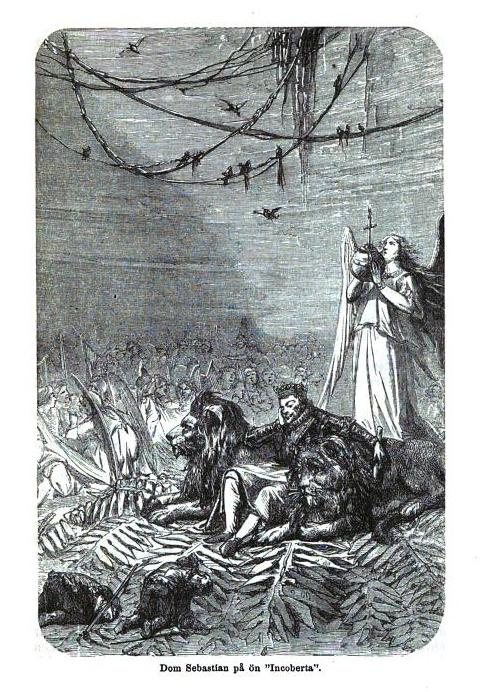
Sébastien sur l'île imaginaire d'Incoberta, attendant le moment du retour.

En 1578, Sébastien de Portugal meurt à la bataille des Trois Rois, en territoire marocain, lors d'une expédition pour agrandir l'empire colonial portugais. Son décès (à 24 ans, sans descendance) provoque une crise de succession qui voit finalement le roi d'Espagne Philippe II envahir le Portugal et former l'Union ibérique sous son égide.
Les contradictions entre les récits sur la mort de Sébastien, la négation des faits par ceux-là-mêmes qui ont eu à reconnaître le corps ainsi que l'absence apparente de cadavre (qui ne reviendra au Portugal qu'après sa conquête par Philippe II), font que beaucoup de Portugais estiment dans un premier temps que le roi a juste disparu,,, et qu'il a échappé à la mort en compagnie de son favori Christovam de Tavora et de George de Lancastre (pt), duc d'Aveiro. Dès le retour de la flotte expéditionnaire de Tanger en août 1578, une rumeur se répand prétendant que le roi est en fait à bord d'un des navires. On se réfère depuis lors au « roi dormant » qui reviendra au Portugal en cas de difficulté pour sauver le royaume.
Les Portugais considèrent les Espagnols comme des envahisseurs, et nombre de manifestations hostiles ont lieu en vue de résister à la domination étrangère. La réaction espagnole envers cette hostilité n'épargne pas les partisans de Philippe II, qui voient leurs services peu ou pas récompensés. Le roi d'Espagne n'accorde que des faveurs personnelles, et refuse toute demande plus générale : l'amnistie demandée après les luttes fratricides de la crise de succession est acceptée mais comporte cinquante-deux exceptions, visant notamment le clergé qui a apporté un fort soutien à Antoine de Portugal, prétendant au trône de Portugal exilé par la conquête espagnole. Les courtisans espagnols sont encore plus extrêmes, soutenant que l'université de Coimbra doit être fermée, afin que ses étudiants viennent étudier dans les universités espagnoles. Après un an et demi passés à Lisbonne, Philippe II repart le 11 février 1583 pour Madrid, non sans avoir convoqué les Cortes de Tomar : garantie de la conservation des lois portugaises, indépendance vis-à-vis de l'Espagne (Philippe II gouvernant les deux royaumes par une union personnelle), et reconnaissance de l'infant Philippe comme héritier de la couronne portugaise. En son absence, le gouvernement est remis dans les mains du cardinal Albert, assisté de l'évêque de Lisbonne, de Pedro de Alcáçova et de Miguel de Moura (pt). Mais cette forme de gouvernement n'offre pas plus de libéralités au peuple portugais, aussi, pendant la période qui suit, les personnes qui prétendaient être le roi Sébastien reçoivent un soutien important de la part des Portugais, largement dû au sentiment nationaliste.

## Les principaux prétendants

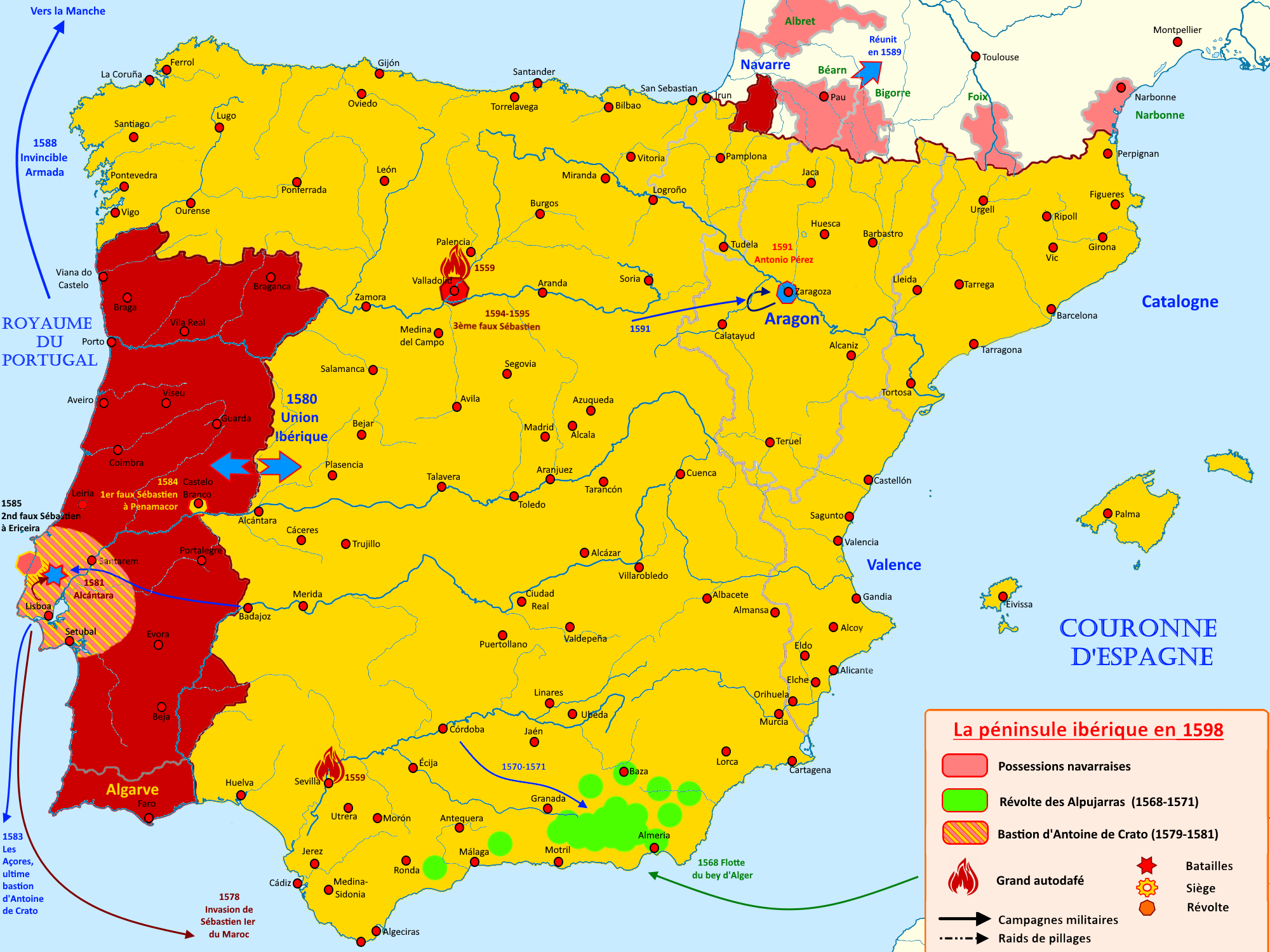
Carte de la péninsule ibérique en 1598

### Le roi de Penamacor
Le premier de ces prétendants se fait connaitre en juillet 1584. Fils de paysan du pays d'Alcobaça, il est novice dans un couvent dédié à Notre-Dame du Mont-Carmel, puis devient ermite dans la région d'Alburquerque, près de la frontière espagnole. Protégé et choyé par une dame noble du voisinage, dont le mari était mort près du roi Sébastien à Alcácer-Quibir, il doit quitter le pays après que le curé l'en a convaincu, et rentre auprès de ses parents. Puis il commence à parcourir le pays en racontant qu'il rentrait de la bataille d'Alcácer-Quibir. Petit à petit, on le prend pour Sébastien, revenu faire pénitence après l'expédition, bien qu'il soit plus jeune d'une dizaine d'années que le souverain.
Profitant de l'aubaine, il prend deux compagnons, leur faisant jouer respectivement les rôles de Christovam de Tavora et de l'évêque de Guarda (fils d'un grand dignitaire portugais, le comte de Vimioso, et partisan d'Antoine afin d'augmenter son aura. Ils s'installent à Penamacor, et y font venir leurs soutiens, qui forment alors une petite cour, dont le faux Sébastien est considéré comme le souverain, le faux évêque en étant le trésorier. Le prétendant vit ainsi sur le dos du pays, ne payant ses dépenses que par son nom, susurré par ses complices, et par son accueil dans la cour de ses créanciers, qui se transforment rapidement en courtisans. Une fois le gouvernement de Lisbonne alerté de la situation, le roi de Penamacor est livré, mené sur un âne jusqu'à Lisbonne et enfermé à la prison de Limoeiro. Torturé et jugé, il se défend en affirmant n'avoir jamais prétendu être le roi défunt, laissant seulement les gens le croire. Ces réponses, ainsi que la tenue de l'affaire, qui était la première apparition d'un prétendu Sébastien, et tenait plus de l'escroquerie que de la révolte, disposent les juges à la clémence : le "roi" est condamné aux galères à perpétuité, tandis que ses deux compères sont condamnés à mort et exécutés,. Le prétendant se retrouve ultérieurement aux bancs d'une galère lors du départ de l'Invincible Armada, en 1588. Il serait parvenu à se sauver, et à gagner les côtes de France, ne faisant apparemment plus parler de lui ensuite, ou presque,.

### Le roi d'Ericeira
Une année après la première imposture, un nouveau prétendant fait son apparition. De son vrai nom Matheus Alvares, fils d'un ouvrier de l'île Terceira, il a effectué, tout comme son prédécesseur, un noviciat au couvent de San Miguel, tenu par des religieux de San Pedro de Alcántara, à Óbidos. Toujours comme son prédécesseur, il quitte le couvent pour devenir ermite près d'Ericeira. Du même âge et ayant la même physionomie que le souverain défunt, il est bientôt réputé être le roi Sébastien, tout d'abord auprès de la population paysanne, puis rapidement auprès de la bourgeoisie plus élevée.
Contrairement à l'imposteur précédent, il semble qu'Alvares ait préparé cette reconnaissance, et non uniquement suivi le mouvement comme l'imposteur de Penamacor. Le corrégidor de Lisbonne, Diogo da Fonseca, déjà chargé du cas précédent, se voit attribuer celui d'Ericeira. Il constate alors l'importance des partisans du nouveau prétendant, qui rassemblent huit cents hommes sous le commandement d'un ancien opposant à la conquête espagnole, Pedro Affonso ; le prétendu souverain s'appuie sur cette force pour se faire proclamer roi dans le bourg. Se dispersant à l'approche de da Fonseca, la bande se reforme dès qu'il est passé : le corrégidor demande alors à son homologue de Torres Vedras d'arrêter les protagonistes. Alvares commence de son côté à organiser sa maisonnée, prenant la fille d'Affonso pour femme et la couronnant reine, tandis que son père est fait comte, marquis et finalement gouverneur in partibus de Lisbonne. L'amiral Diogo de Sousa, commandant la flotte de l'expédition d'Afrique, est apparemment approché par l'imposteur, qui aurait souhaité son concours pour la suite des événements. Le roi d'Ericeira envoie des missives aux quatre coins du pays, proclamant son retour, revendiquant ses droits et promettant la délivrance de l'emprise espagnole ; il adresse même un message remis au cardinal Albert, lui sommant de quitter Lisbonne et de retourner en Espagne.
Pour autant, le conseil de gouvernance ne s’inquiète pas encore de l'ampleur du mouvement. Ce dernier finit par déborder d'Ericeira : le village de Mafra prend bientôt parti pour le prétendant, tandis que le corrégidor de Torres Vedras est massacré, tout comme d'autres partisans de Philippe II. On remet alors à da Fonseca des forces suffisantes pour écraser la rébellion. Celui-ci, après avoir soumis Ericeira, défendu par deux cents hommes, se dirige vers Torres Vedras, où se trouvait le gros de la troupe du faux roi. Le corrégidor terrasse leurs forces dans les champs, et fait prisonnier Matheus Alvares et certains de ses compagnons, tandis que son capitaine s'enfuit. Alvares avoue l'ensemble de l'affaire lors du procès qui suit, et est pendu le 14 juin 1585 (ou 1586) ; son corps est démembré et chaque partie est exposée près d'une porte de la capitale. Son capitaine le suit sur l'échafaud peu après, et da Fonseca entreprend une répression féroce auprès de leurs anciens partisans, avec l'accord du cardinal Albert.

### Le pâtissier de Madrigal
En octobre 1594, on arrête à Valladolid un individu en possession de nombreux bijoux appartenant apparemment à des personnes de haute noblesse espagnole. Interrogé, l'homme dit s'appeler Gabriel de Espinosa (es), pâtissier à Madrigal, et soutient qu'il tient ces objets de Dona Anna (es), fille naturelle de Juan d'Autriche et religieuse au couvent de Santa-Maria-la-Real de Madrigal. Mis en prison en attendant la vérification de ses dires, il parvient à prévenir Anna qui fait prendre chez lui certaines de ses affaires que l'on porte ensuite au couvent. L'alcade de Valladolid met ensuite la main sur des lettres de Dona Anna, et d'un prêtre portugais, ancien prédicateur de Sébastien, ancien confesseur d'Antoine, et alors confesseur et confident de Dona Anna ; les lettres sont adressées à Espinosa et lui donnait le titre de Majesté.
Sur ordre de Philippe II, Dona Anna fut enfermée dans une cellule du couvent, et on expédie Fray Miguel dos Santos, le confesseur, en geôle. Après interrogatoire, il raconte qu'après avoir prêché le sermon des funérailles de Sébastien, il a été convaincu de la survie du roi, certitude renforcée par des visions religieuses. Après avoir rencontré à Madrigal le pâtissier Gabriel, il reconnait en lui le souverain disparu, ce que soutient également Anna. Quant à Gabriel, il accepte cette reconnaissance sans pour autant la revendiquer lui-même. De son côté, l'alcade commence à rencontrer des difficultés pour mener l'enquête, en butte à des difficultés créées par l'autorité religieuse ; ce conflit prend des proportions tellement fortes que le roi d'Espagne doit envoyer son aumônier, le commissaire apostolique du Saint-Office Juan de Llano-Valdès, afin de suivre l'instruction.
Gabriel et Fray Miguel sont ensuite conduits et emprisonnés au château de La Mota, afin de s'assurer de leurs personnes, tandis qu'Anna reste au couvent, interrogée tour à tour par l'alcade et par le commissaire apostolique. Fray Miguel rejette au maximum la faute sur Dona Anna, qui souhaitait sans doute épouser l'imposteur et devenir reine de Portugal, pouvant ainsi quitter l'habit de religieuse qu'elle n'a pas choisi de porter ; elle a effectivement signé une promesse de mariage qu'elle brûle après l'arrestation de Gabriel. Dona Anna de son côté maintient que c'est son conseiller qui la convainquit de l'identité de Espinosa. L'alcade et le commissaire n'obtiennent pas plus de précisions en se concentrant sur le prétendu roi : celui-ci se teignait les cheveux et la barbe, afin d'accentuer la ressemblance avec Sébastien, et refuse de donner son nom véritable, affirmant que celui de Gabriel de Espinosa n'est qu'un pseudonyme. Il voulait parait-il confier sa fille à Dona Anna et aux autres religieuses du couvent, mais nie cette fois s'être fait passer pour le roi défunt ; il nie également avoir eu des projets de mariage avec Anna. Mais il se montre incapable de justifier la provenance des bijoux trouvés sur lui lors de son arrestation. Pour justifier de sa discrétion en tant que Sébastien depuis sa défaite au Maroc, il prétend qu'il a fait vœu de pénitence pour avoir entrepris l'entreprise africaine contre l'avis général, vœu dont le pape refuse désormais de le relever.
On fait pratiquer la question sur l'imposteur et sur Fray Miguel, qui reconnaissent s'être entendus pour faire passer Gabriel pour le roi de Portugal auprès de Dona Anna ; ils reconnaissent également que la promesse de mariage a bien été le but de la manœuvre. Fray Miguel prétend de plus que ce plan a reçu le soutien de l'exilé Antoine, qui vint lui-même rencontrer le religieux, mais ceci est facilement réfuté. L'opinion publique se divise alors entre ceux qui pensent que Gabriel de Espinosa est effectivement Sébastien, et ceux qui pensent qu'il est en fait Antoine ; de leur côté les religieuses du couvent de Madrigal adressent une supplique au roi d'Espagne pour lui demander de mettre fin aux abus du commissaire apostolique à leur égard. Malgré de nouvelles arrestations, aucune (même celle qui toucha de près des partisans d'Antonio Pérez, ministre déchu de Philippe II) ne vient éclaircir plus l'histoire. Un prisonnier de l'archevêque d'Evora prétendit lui-même être fils de Juan d'Autriche, et était apparemment le propre fils de Gabriel de Espinosa.
Finalement, Dona Anna est jugée pour avoir offert son aide au prétendu Sébastien, lui avoir promis le mariage alors qu'elle est religieuse, et avoir soustrait à son oncle le roi d'Espagne toutes ces affaires ; elle est condamnée à être transférée dans un autre couvent, où elle serait désormais traitée sans aucun des égards que sa naissance avait pu lui procurer auparavant. Espinosa est pendu le 1er août 1595, comme traître au roi et imposteur, sur la grand'place de Madrigal. Quant à Frey Miguel, il est confronté à Madrid à deux Portugais qu'il accuse d'avoir trempé dans le complot ; confondu, il est condamné, dégradé de son statut de religieux, et pendu le 19 octobre.

### Marco Tulio Catizone
En 1595, Antoine décède, et trois ans après, une paix entre l'Espagne et la France met fin aux espoirs portugais de l'aide française pour retrouver l'indépendance ; l'année 1598 voit également la mort du roi Philippe II. L'immigration portugaise à travers l'Europe, en vue notamment de favoriser la cause nationaliste et indépendantiste, s'enclenche.
En juin 1598, une rumeur affirme qu'un homme se prétendant Sébastien est présent à Venise. Il aurait habité Vérone, puis Ferrare avant de rejoindre la cité vénitienne et de proclamer cette identité. L'ambassadeur d'Espagne, après enquête par l'entremise du gouverneur de Sicile, suppose qu'il s'agit en fait d'un Calabrais natif de Taverna, et se plaint auprès des institutions vénitiennes. Tandis que le prétendant parcourt les villes de la république de Venise, le gouvernement de la Sérénissime lui fait ordonner de quitter le territoire de la République dans les huit jours. Début novembre, l'homme n'étant toujours pas parti, l'ambassadeur espagnol demande l'intervention du sénat de Venise, réclamant l'arrestation de l'homme, et l'examen de son identité ; l'arrestation est exécutée fin novembre.
Le prétendant affirmait, avant son arrestation, avoir réussi à se sauver avec plusieurs de ses fidèles, dont Christovam de Tavora et le duc d'Aveiro (pt) ; trop marqué par la terrible défaite africaine, il décide de parcourir le monde avec ses compagnons plutôt que de revenir dans son pays. Participant à la lutte contre les Turcs en Perse, il visite l'Asie, se rend jusqu'au royaume du prêtre Jean ; convaincu par un ermite de revenir prendre possession de son royaume, il finit par gagner la Sicile, dans l'intention de se présenter au pape. Il aurait ensuite été dépouillé de tous ses biens par des voleurs et, renonçant à paraître ainsi devant le Saint-Père, s'enfonce dans l'Italie comme pèlerin, jusqu'à Notre-Dame de Lorette, puis Vérone et Venise. Il prétend également ne pas vouloir parler portugais, à cause d'un serment que lui et ses compagnons auraient fait.
Un an après son arrestation, les résultats des interrogatoires des juges vénitiens ne donnent rien de plus que les premiers dires de l'accusé. D'après l'ambassadeur de France à Venise, les juges, étant divisés entre la condamnation à mort ou aux galères à vie, et la liberté pure et simple, s'entendent pour garder le prisonnier en geôle, évitant ainsi de remettre en cause la souveraineté de la République ou la volonté du roi d'Espagne. Entretemps, les indépendantistes portugais (nobles et membres du clergé ayant soutenu Antoine, communauté juive portugaise chassée par l'Inquisition) commencent à s'intéresser de très près au prisonnier, au point de soutenir qu'il est bien le vrai roi. Un émissaire fait le voyage de Venise au Portugal pour trouver les indices permettant de prouver cette identité ; de retour en juin 1600, il ne parvient pas à hâter la reconnaissance du prisonnier, mais peut convaincre d'autres partisans de la véracité des propos du prétendant. Leurs demandes d'intervention auprès du doge se font désormais extrêmement pressantes, et ils recherchent des appuis dans le reste des cours d'Europe : au Saint-Siège, en France grâce au père Joseph Teixeira, aumônier d'Henri IV, etc. Le pape ne souhaite pas s'occuper de cette affaire, et Henri IV n'écrit à Venise que pour dire qu'il n'y prendra pas part, mais qu'il souhaite que la demande de reconnaissance du prisonnier soit enfin accordée. La cour d'Angleterre est également sollicitée, mais, un temps intéressée, Marie Ire fut refroidie par les ardeurs des sébastianistes. De son côté, la cour d'Espagne prend également l'histoire à cœur, et demande à son ambassadeur de tout tenter pour obtenir le châtiment de l'imposteur, tout en réfutant l'importance de l'affaire.
En novembre 1600, Sebastien Figueira, noble ayant fait partie de l'expédition d'Afrique et soutenant que le roi Sébastien y avait survécu, arrive à Venise, muni de lettres de recommandation des états généraux des Provinces-Unies et du comte Maurice de Nassau, ainsi que du fils aîné d'Antoine. En décembre, c'est le fils cadet d'Antoine, Christovam, qui obtient une audience auprès du doge afin d'activer la décision,. Le 15 décembre, le Sénat prononce la sentence : le prétendant doit quitter Venise dans les vingt-quatre heures, ses états dans les trois jours, sinon il sera condamné aux galères. Ainsi la République se débarrasse d'un épineux problème sans avoir eu à le trancher.
Libéré, "Sébastien" rejoint ses partisans, qui le font quitter Venise sous un déguisement de moine, accompagné d'un moine portugais. Mais au lieu d'attendre un soutien à Padoue, les deux hommes continuent seuls sur la route de Florence. C'est dans cette ville qu'ils sont arrêtés, sur ordre de François Ier de Médicis, grand-duc de Toscane ; le moine est relâché et prévient ses compagnons, qui ne peuvent toutefois fléchir le grand-duc, et doivent quitter l'Italie, de gré ou de force. Une partie d'entre eux a d'ailleurs été ébranlée par la vue du prétendant, au point de ne plus le reconnaître comme leur roi, tandis que d'autres persistent. Quatre mois après l'avoir emprisonné, le grand-duc de Toscane libère son prisonnier, mais le remet directement dans les mains espagnoles, qui le transportent par Sienne puis Naples, où il est enfermé au Castel Nuovo puis au Castel dell'Ovo.
Il est interrogé dès le 1er mai 1601 par le vice-roi de Naples, Fernando Ruiz de Castro Andrade y Portugal, qui avait effectué des missions à la cour de Portugal du temps du règne de Sébastien. Celui-ci organise un procès au cours duquel un homme prétend reconnaître dans le prétendant un certain Mario Tulio Catizone, né à Machisano près de Taverna, et marié à Messine. Le prisonnier reconnait alors qu'il n'est pas Sébastien, qu'il est bien ce Catizone, et qu'une vague ressemblance avec le roi de Portugal, constatée par d'anciens soldats de l'expédition marocaine, avait fini par le convaincre de se faire passer pour lui. Reconnu également par sa femme et la famille de celle-ci, l'imposteur ne peut plus compter que sur ses derniers partisans, mais la mort du vice-roi accélère le procès : en mai 1602, son fils, Francisco Ruiz de Castro, fait condamner Catizone aux galères à perpétuité, selon le vœu du roi d'Espagne. La galère le transporte jusqu'en Espagne, à l'embouchure du Guadalquivir afin d'être vu par le plus de personnes possibles.
Mais ses partisans ne l'ont pas encore complètement abandonné, et Catizone lui-même continue, imprudemment, à tenter d'intéresser à son sort des dignitaires espagnols et portugais. Aussi est-il à nouveau emprisonné en février 1603 au château de Sanlúcar, rejoint par ses quelques complices, et un nouveau procès commence. Catizone remet aux juges un mémoire censé apporter la preuve de ses prétentions royales, mais après avoir subi la question, il confirme ses aveux du procès de Naples. Condamné à mort en mai, sentence confirmée par Philippe III en juillet, Mario Tulio Catizone est pendu avec trois de ses complices le 23 septembre 1603. Cette pendaison n'est toutefois que peu connue, et même si les diplomates étrangers en sont informés, certains historiens supposant que Catizone a fini ses jours au château de Sanlúcar,.

## Suites
Après la reconquête de l'indépendance de son pays (1640) par son père Jean IV, le roi Pierre II fait exhumer les restes enterrés à Bélem auprès des infants royaux, et les fait placer dans un tombeau monumental, identique à ceux des souverains Manuel Ier, Jean III, Henri Ier et Catherine de Castille. L'inscription sur le tombeau marque toujours le doute de l'identité du corps, doute qui au XXIe siècle se perpétue encore.
Un ultime prétendant se fait connaître, contre toute vraisemblance, en 1813.